# Dniester Bahn 3–8
Die Dniester Bahn 3–8 waren die einzigen österreichischen zweifach gekuppelten Schlepptenderlokomotiven ohne zusätzliche Laufachsen.
Sie wurden von der Dniester Bahn 1872 bei Krauss in München bestellt.
Die sechs Maschinen erhielten die Betriebsnummern 3 bis 8 und die Namen DROHOBYCZ, BORYSLAW, STRYJ, DNIESTER, LWÓW und PRZEMYSL.
1876 wurde die Dniester Bahn verstaatlicht und die kkStB führte auf ihr ab 1884 den Betrieb.
Die sechs Lokomotiven wurden zunächst als 80.01–06 eingereiht, 1894 aber in 31.11–16 umgezeichnet.
Um 1888 erfolgte eine Neubekesselung der Maschinen, die auch das Gewicht der Fahrzeuge reduzierte.
Die Tabelle zeigt die Dimensionen mit neuen Kesseln.
1897 bis 1899 wurden die Lokomotiven ausgemustert.